# Californie en flammes
Pour plus de détails, voir Fiche technique et Distribution.
Californie en flammes (California Conquest) est un western américain réalisé par Lew Landers, sorti en 1952.

## Synopsis
Dans les années 1840, Don Arturo Bordega milite pour le rattachement de la Californie aux États-Unis, rejoint à cette fin par Julia Lawrence. Il s'oppose ainsi au bandit José Martínez et à ses complices, dont les frères Brios...

## Fiche technique
- Titre français : Californie en flammes
- Titre original : Californie Conquest
- Réalisation : Lew Landers
- Scénario : Robert E. Kent (en)
- %usique : divers auteurs, dont Jacques Belasco et Hugo Friedhofer
  - Direction musicale : Mischa Bakaleinikoff
- Directeur de la photographie : Ellis W. Carter
- Directeur artistique : Paul Palmentola
- Décors de plateau : Sidney Clifford
- Montage : Richard Fantl
- Producteur : Sam Katzman
- Société de production : Sam Katzman Productions
- Société de distribution : Columbia Pictures
- Genre : Western en Technicolor - 79 minutes
- Date de sortie :
  - États-Unis : 4 juillet 1952
- Affiche : Boris Grinsson (France)

## Distribution
- Cornel Wilde : Don Arturo Bordega
- Teresa Wright : Julia Lawrence
- Alfonso Bedoya : José Martínez
- Lisa Ferraday : Helena de Gagarine
- Eugene Iglesias : Ernesto Brios
- John Dehner : Fredo Brios
- Ivan Lebedeff : Alexander Rotcheff
- Tito Renaldo : Don Bernardo Mirana
- Renzo Cesana : Frère Lindos
- Baynes Barron : Ignacio
- Rico Alaniz : Pedro
- William P. Wilkerson : Fernando
- Edward Colmans : Juan Junipero
- Alex Montoya : Juan